# Vautour
Pour les articles homonymes, voir Vautour (homonymie).
Ne doit pas être confondu avec autour qui désigne d'autres rapaces.
Taxons concernés
Plusieurs espèces des familles
- Accipitridae dans l'Ancien Monde
- Cathartidae dans le Nouveau Mondemodifier

Le terme vautour est un nom vernaculaire désignant les rapaces diurnes nécrophages. Les 23 espèces de vautours forment un groupe polyphylétique au sein de l'ordre des Accipitriformes. La famille des Cathartidés occupe les Amériques tandis que les vautours de la famille des Accipitridés se trouvent dans l'Ancien Monde.
Les vautours sont des oiseaux nécrophages obligatoires : ils se nourrissent presque exclusivement de cadavres d'animaux, et souvent des carcasses de gros animaux dont ils sont les principaux consommateurs ; de ce fait, ils sont qualifiés d'« équarrisseurs naturels ». En éliminant les cadavres, ils évitent la propagation de maladies. À ce titre, ils fournissent un service écosystémique particulièrement important.

## Étymologie

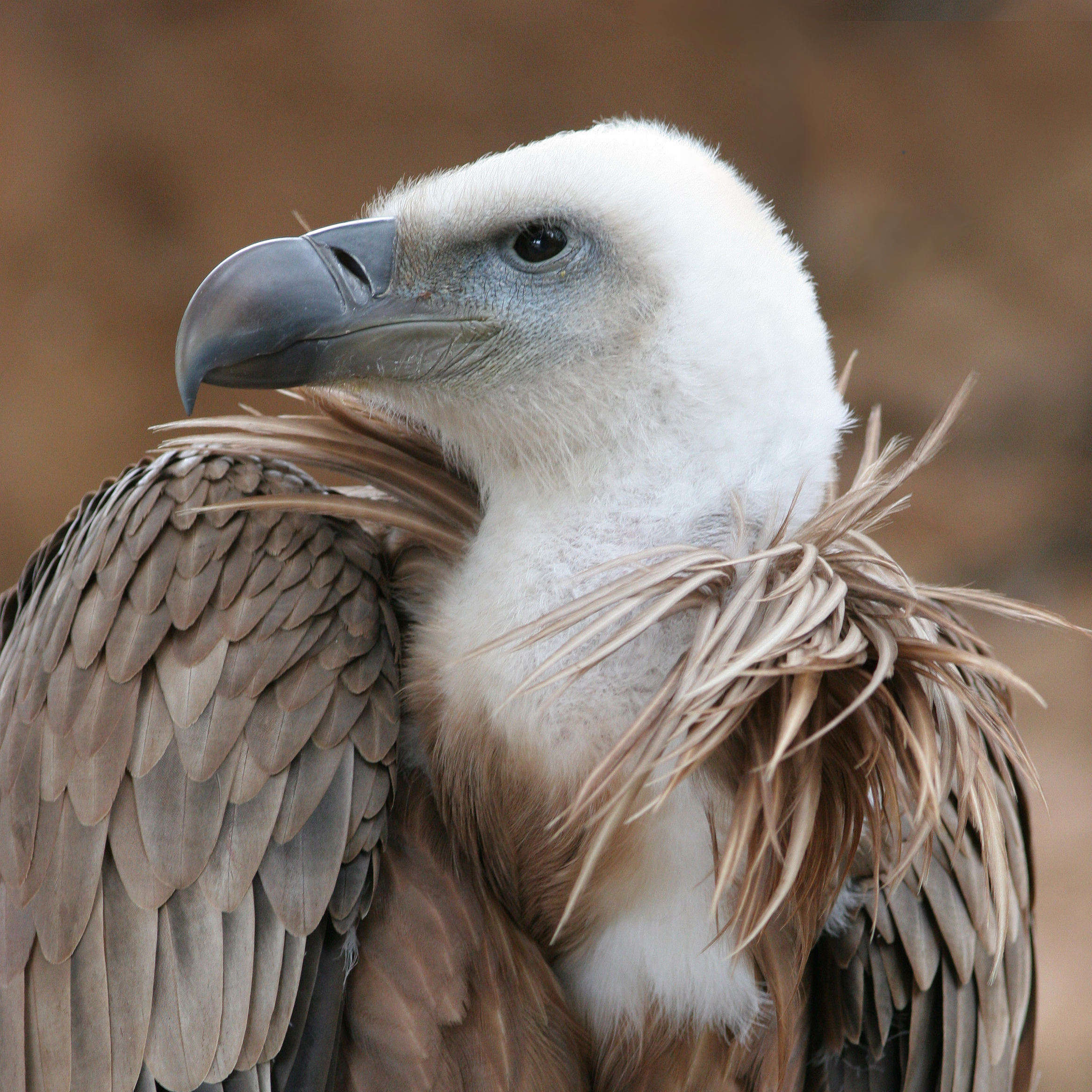
Jeune vautour fauve ; ce vautour a été réintroduit en plusieurs endroits, notamment dans les gorges du Tarn.

Le terme vautour dérive du latin vultur, issu de vellere « arracher, déchirer », via le latin populaire *vultōre, racine que l'on retrouve également dans l'italien avvoltore, dans le roumain vultur, dans le catalan voltor, et bien sûr dans le genre Vultur.

## Zoologie

### Familles et espèces
Les vautours ne forment pas un taxon monophylétique. Ils font partie de l'ordre des Accipitriformes, on les retrouve dans deux familles distinctes :
- dans l'Ancien Monde, famille des Accipitridés, qui comprend non seulement des vautours mais aussi, entre autres, les aigles, les busards et les éperviers[5]. Les Gypaètes, Percnoptères et Palmistes sont regroupés au sein de la sous-famille des Gypaetinae, tandis que les autres espèces forment la sous-famille Aegypinae[6] ;

- dans le Nouveau Monde, famille des Cathartidés, qui comprend les condors, les urubus et les sarcoramphes (ou « vautours papes »)[7]. Ils étaient anciennement placés dans l'ordre des Ciconiiformes au côté des Marabouts africains.

La classification utilisée ici est celle de Kimball et al. 2019. D'autres publications séparent Cathartiformes et Accipitriformes dans deux ordres frères.
Ces deux familles ont suivi une évolution convergente car occupant une même niche écologique.

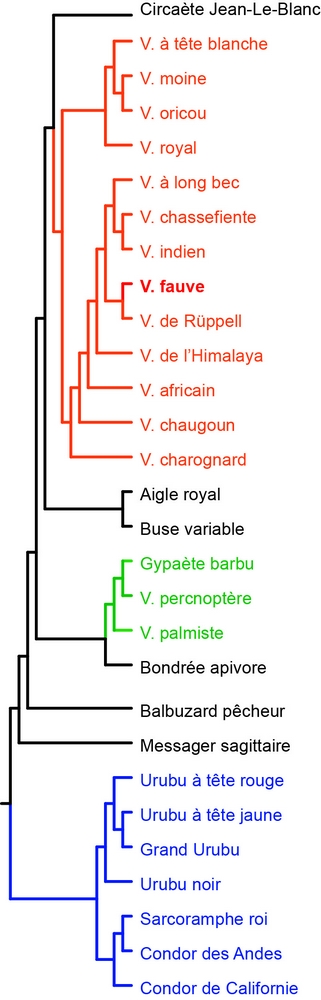
Phylogénie des vautours et de quelques autres rapaces : rouge = aegypinae ; vert = gypaetinae ; bleu = carthartidés.

#### Famille desCathartidae(vautours du Nouveau Monde)
Elle comprend 7 espèces, dont les condors.
- Urubu à tête rouge ou vautour aura — Cathartes aura
- Urubu à tête jaune — Cathartes burrovianus
- Grand Urubu — Cathartes melambrotus
- Urubu noir — Coragyps atratus
- Sarcoramphe roi ou Vautour pape — Sarcoramphus papa
- Condor des Andes — Vultur gryphus
- Condor de Californie — Gymnogyps californianus

#### Famille desAccipitridae
Elle inclut 16 espèces parmi les 237 d'accipitridae, divisés dans 2 sous-familles.

##### Aegypiinae
- Vautour à tête blanche — Trigonoceps occipitalis
- Vautour moine — Aegypius monachus
- Vautour oricou ou Vautour nubien — Torgos tracheliotus
- Vautour royal — Sarcogyps calvus
- Vautour à long bec — Gyps tenuirostris
- Vautour chassefiente — Gyps coprotheres
- Vautour indien — Gyps indicus
- Vautour fauve — Gyps fulvus
- Vautour de Rüppell — Gyps rueppellii
- Vautour de l'Himalaya — Gyps himalayensis
- .Vautour africain — Gyps africanus
- Vautour chaugoun — Gyps bengalensis
- Vautour charognard — Necrosyrtes monachus

##### Gypaetinae
- Gypaète barbu — Gypaetus barbatus
- Vautour percnoptère ou Percnoptère d'Égypte — Neophron percnopterus
- Vautour palmiste ou Palmiste africain — Gypohierax angolensis

### Paléontologie

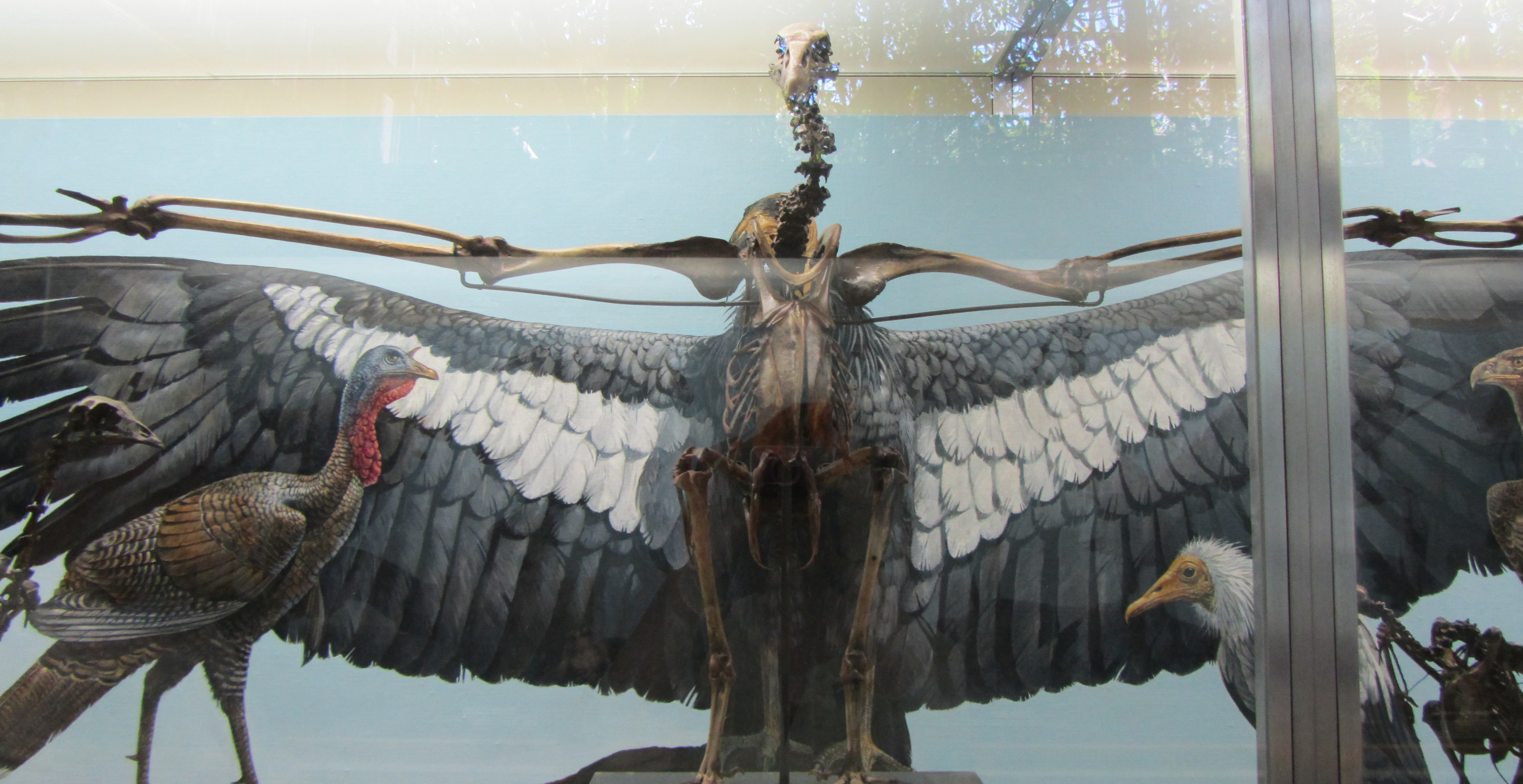
Gymnogyps amplus, un condor éteint, provenant du site de La Brea Tar pits, aux USA.

Les vautours sont représentés par une riche diversité dans le registre fossile, en particulier durant le plio-pléistocène, souvent en association avec la mégafaune dans des paléoécosystèmes proches de ce qu'est la savane africaine aujourd'hui.
Par exemple, il a existé 11 genres de vautours dans le nouveau monde contre 5 aujourd'hui.

#### Origine des vautours de l'Ancien Monde
Pendant la Préhistoire, les vautours dits « de l'Ancien Monde » sont présents aussi bien dans l'Ancien Monde qu'aux Amériques.
L'origine des Gypaetinae, famille qui regroupe les genres actuels Neophron, Gypaetus et Gypohierax, peut être remontée jusqu'au miocène supérieur de Chine, où a été découvert le fossile de Mioneophron longirostris.
L'origine des Aegypiinae est plus incertaine, deux hypothèses existant. Selon l'une, cette origine remonterait au genre éteint Néogyps, présent en Amérique au pléistocène. L'autre hypothèse donne comme ancêtre de cette famille Palaeohierax gervaisii, qui vivait en Europe dès le miocène.

#### Origine desCathartidae
Peu d'informations sont disponibles concernant l'origine de cette famille. La première divergence au sein de la famille des Cathartidés a eu lieu il y a environ 14 millions d'années, elle a séparé les petits vautours (Coragyps atratus et genre Cathartes) des « gros » contenant les condors et Sarcoramphus papa.

### Caractères communs

#### Anatomie

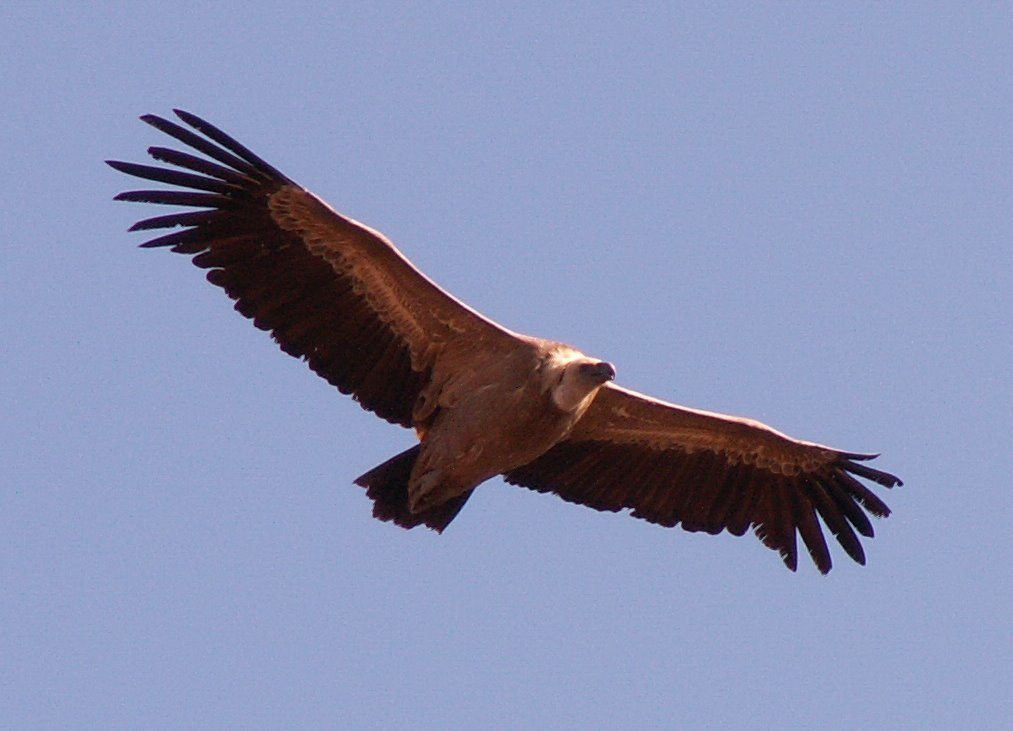
Vautour fauve planant.

L'une des principales caractéristiques anatomiques des vautours est leur tête nue ou recouverte d'un court duvet. On attribue souvent un rôle adaptatif à ce caractère, car leur mode d'alimentation contraint leur tête à être très souvent recouverte de sang, endroit  particulièrement difficile à nettoyer,. Ils ont également un long cou.
Les vautours de l'Ancien Monde repèrent les carcasses principalement grâce à leur vue perçante. Les Cathartidés, eux, se servent de leur odorat développé, ce qui est peu commun chez les rapaces.
Leur large envergure est adaptée au vol plané, elle permet les longs vols lors de la prospection alimentaire. Leurs pattes sont adaptées à la marche plutôt qu'à la préhension de proies comme c'est le cas pour les autres rapaces, les serres sont donc réduites.

#### Reproduction
Les vautours pondent généralement un seul œuf par saison de reproduction, ce qui rend leur population d'autant plus vulnérable. La plupart sont capables d'effectuer une ponte de remplacement si le premier œuf est perdu tôt dans la saison de reproduction. Chez les Gypaetinae, il est possible que deux œufs soient pondu mais seul le Vautour percnoptère est connu pour pouvoir élever deux poussins.
Les vautours de l'Ancien Monde construisent un nid, tantôt en falaise, tantôt au sommet des arbres, selon les espèces et l'environnement. Ceux du Nouveau Monde pondent à même le sol.

## Rôle écologique

### Régime alimentaire

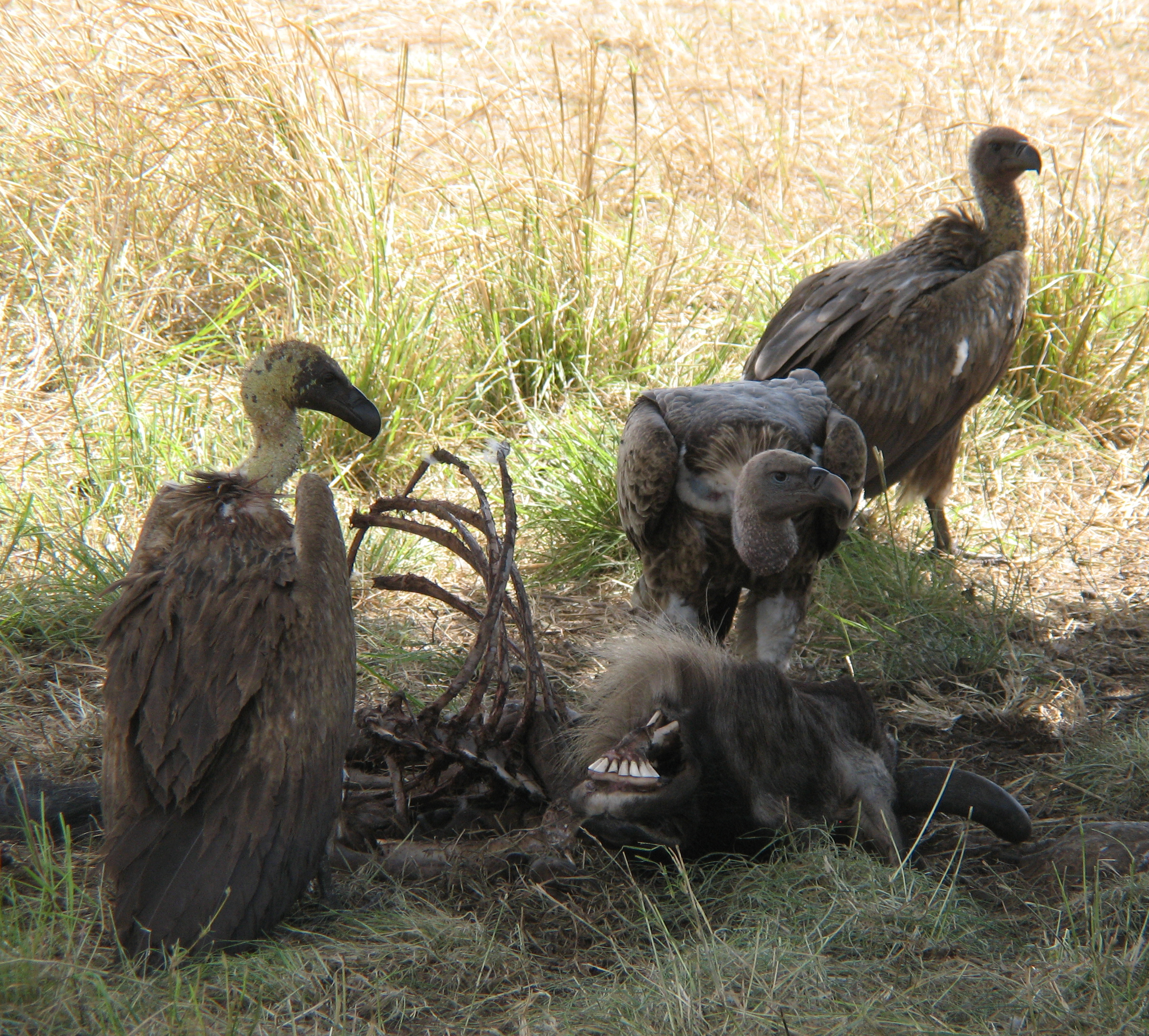
Trois vautours africains autour d'une carcasse de gnou, dont ils se nourrissent.

Les vautours se nourrissent exclusivement de carcasses d'animaux morts. Ils prospectent en volant haut dans le ciel pour repérer les animaux morts ou proches de la mort. Une grosse proie, telle qu'une vache ou un dromadaire, est souvent partagée par plusieurs oiseaux.
Ces habitudes alimentaires amènent les vautours à participer activement à l'élimination naturelle et rapide des cadavres de gros animaux, aussi bien des animaux sauvages dans les régions peu habitées par l'homme que des animaux d'élevage, tels que des moutons ou des vaches.

#### Spécialisation alimentaire des espèces
Chaque espèce de vautour est plus ou moins spécialisée dans la consommation d'une partie des carcasses, et occupe ainsi une niche écologique spécifique. Elles fonctionnent donc en guilde pour l'élimination complète d'un cadavre.
Sur le pourtour méditerranéen et en Europe, par exemple, où quatre espèces sont présentes, les premiers à intervenir sont les vautours fauves, qui entament les cadavres par les orifices naturels et se nourrissent des tissus mous (les muscles et viscères, le foie et les poumons) : cette espèce est dite « fouilleuse-tireuse ». Viennent ensuite les vautours moines qui se nourrissent de tissus plus coriaces (cartilage, peau, tendons et éventuellement petits os). Les percnoptères profitent des restes, tandis que les gypaètes barbus sont spécialisés dans la consommation d'os (ils sont connus pour jeter les plus gros os sur les rochers pour les briser tout en volant).
Hertel (1994) avait proposé de distinguer trois groupes de vautours sur la base de critères morphologiques et de leurs habitudes alimentaires. Il qualifiait ces groupes d'« éventreurs », d'« engloutisseurs » et de « racleurs ». Au moins une espèce de chaque groupe était présente pour chaque zone étudiée : Afrique, sous-continent indien et Amazonie, et même pour le registre fossile de La Brea.
La sous-famille des Gypaetinae se distingue des autres vautours par des régimes alimentaires plus diversifiés. Ainsi le Gypaète barbu est connus pour consommer des tortues terrestres en plus des os. Le Vautour percnoptère est volontiers coprophage, se nourrit à l'occasion d'insectes et de vers, il se nourrit aussi d’œufs, notamment ceux d'Autruches, dont il brise la coquille à l'aide de pierres. Le Palmiste africain doit son nom à sa consommation des fruits du Palmier à huile.

### Rôle prophylactique
Le rôle écologique de ces grands rapaces est très important. En nettoyant les carcasses, ils peuvent éviter la transmission de maladies épidémiques ou, près des villages, empêcher la puanteur des corps en putréfaction, ou consommer les ordures ménagères. L'extrême acidité (pH ≈ 1) de leur estomac leur permet de neutraliser bactéries et virus des chairs en décomposition.
En Afrique ou dans le sous-continent indien, la disparition de ces espèces a des conséquences sanitaires néfastes car les charognes sont sources d'épidémies, humaines ou animales. L'homme joue un rôle dans la diminution des populations de vautours (voir la section « Causes du déclin »). Cette diminution favorise la prolifération de charognards secondaires comme les chiens errants, en contact plus étroit avec l'homme, et susceptibles de propager des maladies telles que la rage,. L'extinction des vautours en Inde, désormais bien documentée, en est un bon exemple, avec une surmortalité humaine d'environ 6 à 13 % dans les territoires ayant perdu leurs populations de vautours.

### Service d'équarrissage naturel
En France, dans les régions où ils sont présents, les vautours permettent aux éleveurs de ne pas recourir à l'équarrissage industriel ; ces derniers bénéficient alors d'une réduction de leur CVO (contribution financière au service d'équarrissage industriel). Ce service est aussi utilisé en Espagne ou en Afrique du Sud.

## Symbolisme et représentation

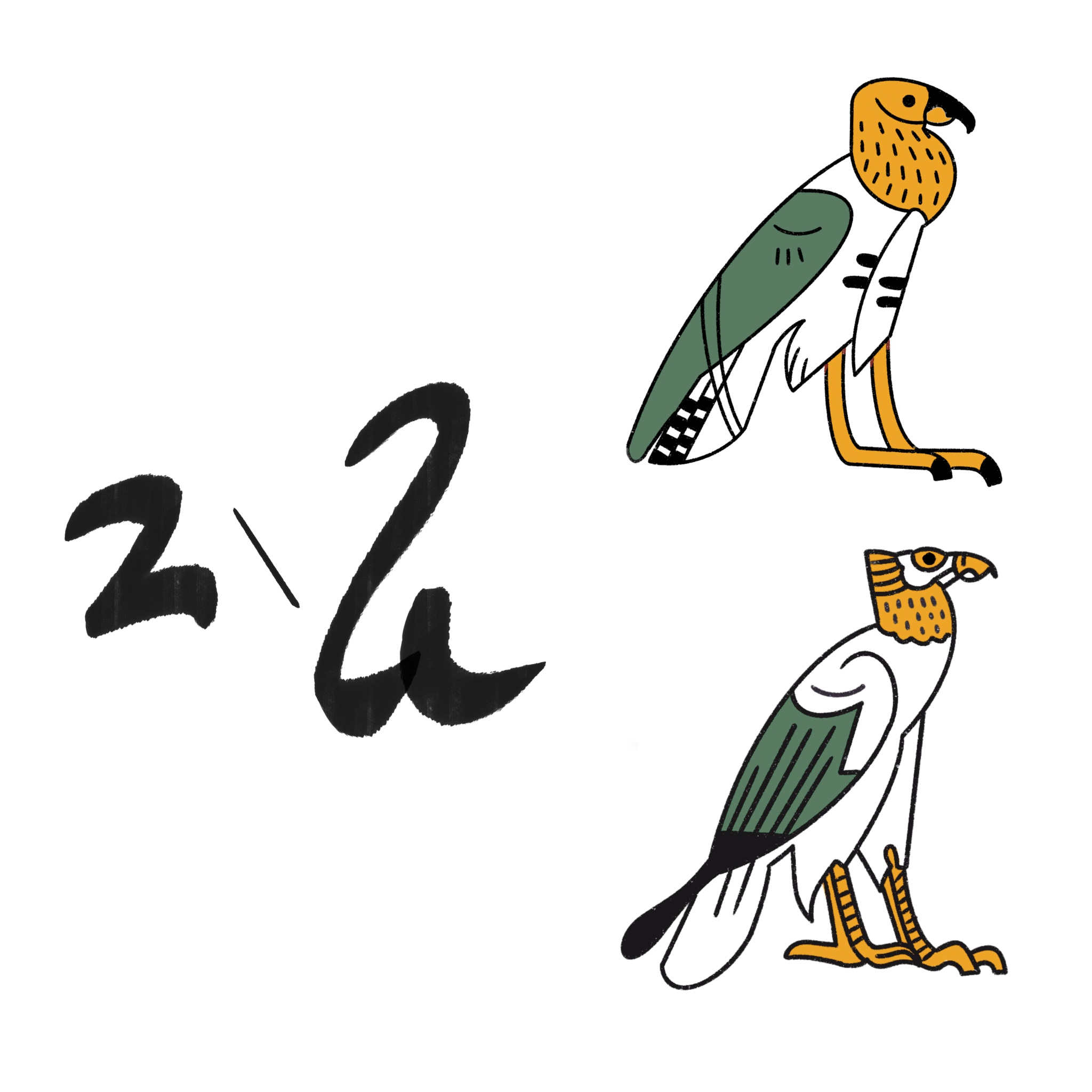
Hiéroglyphe égyptien G1, hiératique et hiéroglyphe représentant un vautour percnoptère.

Les plus anciennes représentations de vautours connues se trouvent dans l'actuelle Turquie. On retrouve ainsi des représentations sur un pilier, ainsi que des fidurines en calcaire à Göbelki Tepe, datées d'environ -9 000 ans. Plus à l'ouest, les fouilles à Çatal Höyük ont mis au jour des fresques datées d'environ -6 000 ans. Les vautours ont du jouer un rôle dans l'univers symbolique des habitants néolithiques du bassin supérieur de l'Euphrate et du Tigre à cette époque.
À Tell Brak (Syrie) ont été retrouvé un nombre significatif d'empreintes de sceaux qui datent de 4200 à 3600 av. J.-C. où sont représentés des vautours. Dans le contexte d'expansion des villes de Mésopotamie au cours du Chalcolithique tardif, l'hypothèse que le vautour puisse avoir été lié au traitement des ordures semble plausible. Les charognes et les déchets mangés et traités par les vautours ont peut-être poussé les habitants de l'époque à considérer ces rapaces comme une bénédiction.
Dans la mythologie égyptienne, plusieurs divinités peuvent prendre leurs traits. La plus importante est Nekhbet symbole de la Haute-Égypte, protectrice de pharaon et des naissances. Mout symbolise aussi les valeurs maternelles. Nout est aussi parfois représentée sous les traits d'un vautour. Enfin, le vautour percnoptère n'est pas rattaché à une déité en particulier, mais symbolise le pharaon et possède un hiéroglyphe à son image.
Dans la mythologie gréco-romaine, les vautours (tout comme les aigles) apparaissent comme des messagers de Zeus. Ils sont parfois l'instrument de sa colère, lorsqu'ils dévorent le foie Prométhée ou de Tityos pour les punir. Ou changent carrément les jeunes Neophron et Aegypius en vautour pour avoir profané son temple. A l'inverse ils apparaissent comme de bons auspices pour Romulus et Remus, Remus le premier aperçoit six vautours, mais Romulus finit par en observer douze, il s'ensuit une dispute pour savoir qui de celui qui en a vu le premier ou en a vu le plus à remporté la faveur des dieux.

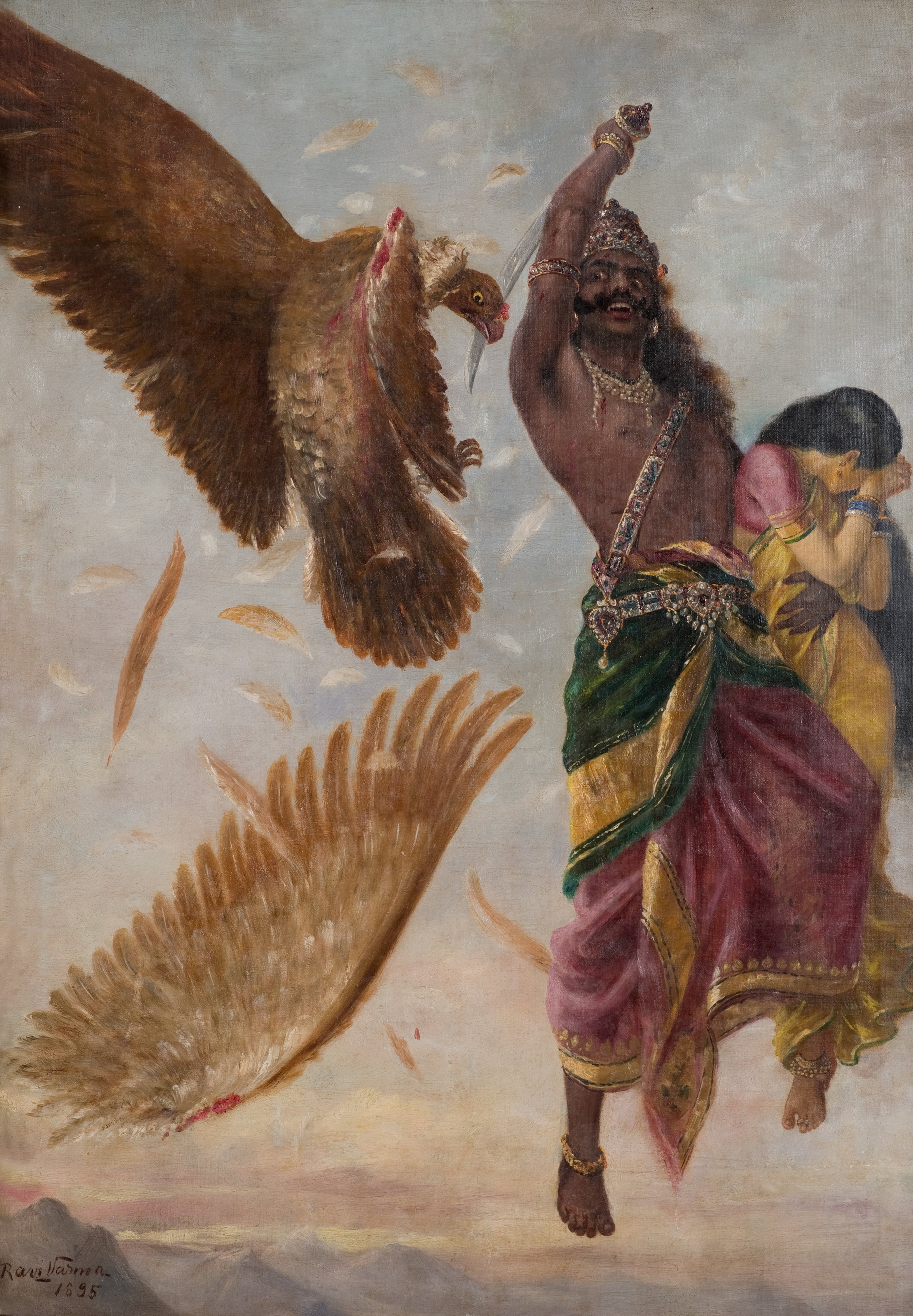
Sita, horrifiée de voir Ravana trancher l'aile de Jatayu. Huile sur toile, par Ravi Varmâ, 1895.

Dans la mythologie hindoue, des vautours apparaissent dans le Râmâyana. Ce récit raconte la vie du prince Rāma et son combat contre le roi démon Rāvana. Alors que ce dernier parvient à enlever la femme de Rāma, Sîtâ, le vieux vautour Jâtayu tente de s'interposer. Après des négociations infructueuses, il se lance dans un combat qu'il sait perdu d'avance et en ressort mortellement blessé. Il meurt après que son frère Sampâti ait eu le temps d'aller prévenir Rama, a qui il peut révéler la destination du roi démon, ce qui permet ensuite à Rāma de sauver son épouse,. La plus grande statue d'oiseau au monde commémore cet évènement au Jatayu Earth's Center dans le Parc naturel à Chadayamangalam en Inde,.
Dans la mythologie chinoise, on trouve la légende du Pays des oiseaux de l’empereur Shaohao, alors présenté comme un vautour divin fonde un royaume d’oiseaux au-delà de la mer orientale, chaque espèce ayant une fonction dans la société, le vautour en étant leur roi,,.
Dans l'astrologie aztèque, le Vautour est le seizième signe du zodiaque. Il est réputé être de bonne fortune. Au vu des sculptures présentes à El Tajin, certains ont avancé qu'il existait à El Tajin un culte de vautour lié à des sacrifices humains. Il existe également des indications selon lesquelles cette association entre les vautours et le sacrifice rituel aurait pu être plus répandue parmi les cultures anciennes des régions mésoaméricaines et andines centrales.
Dans la culture Inca  les vautours  sont l’intermédiaire entre le monde des vivants et le divin. On trouve ainsi un temple du condor au Machu Picchu, ou un géoglyphe de 134 m de long de Condor à Nazca. Les condors et les vautours sont des oiseaux hautement symboliques et constituent un thème fréquent dans l’art Moche.

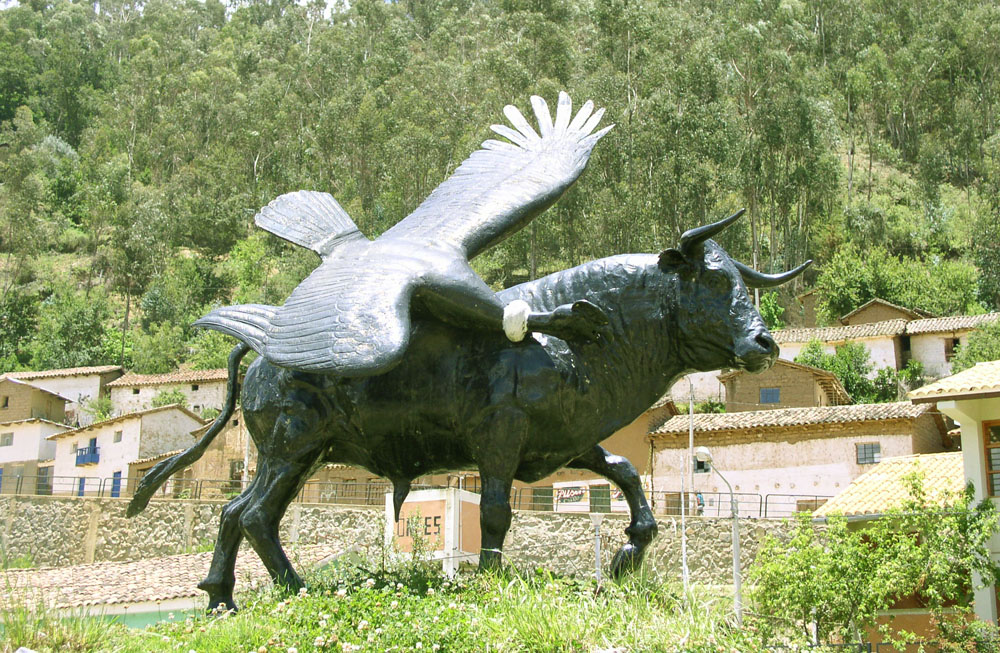
Située à Cotabambas, cette sculpture représente la fête du yawar.

En Amérique du Sud  le Condor des Andes remplace la figure de l’aigle impérial européen. L'image du condor se retrouve sur les différentes armoiries des pays andins comme sur celles de la Bolivie où le condor, oiseau national de la Bolivie et situé au-dessus des armes, symbolise l'horizon sans limite du pays ; sur celles du Chili où il représente la force ; sur celles de la Colombie où il est à la fois emblème national et synonyme de liberté ; sur celles de l'Équateur où il représente le pouvoir, la grandeur et la valeur du peuple équatorien ; et enfin sur les anciennes armoiries du Pérou (1821-1825) où, associé au lama, ils symbolisaient ensemble le règne animal.
Au Pérou il existe la Fête du Yawar, dans la semaine qui suit la fête nationale du 28 juillet. Cette fête met en scène un combat symbolique entre un condor, symbole des Indiens andins et oiseau-roi de la cordillère des Andes, contre un taureau qui symbolise quant à lui l'espagnol et le conquistador. Dans une arène, un condor est attaché au dos d'un taureau. Le grand oiseau tente de se libérer en assénant au taureau de violents coups de bec. La plupart du temps le taureau sera vaincu et la victoire du condor qu'on libère, donnera l'occasion de poursuivre les festivités. Si le condor est gravement blessé et meurt comme cela peut arriver, la croyance locale veut que le malheur va s'abattre sur le village,,.

### Vautours et rites funéraires
Au cours de l'histoire, plusieurs traditions ont confié leurs morts aux vautours lors de rites funéraires. Les vautours sont alors vu comme des animaux psychopompe, aidant l'âme des defunt à s'élever dans le ciel. Les représentations antiques de vautours ne sont cependant pas toujours attachées à un rite funéraire : cela ne semble pas avoir été le cas à Çatal Höyük en Turquie.
Dès le néolithique, en Anatolie, des représentations de vautours psychopompes ont été découvertes sur le site de Jerf el Ahmar.
Les Celtibères, présents de l'Espagne à la Provence (France), ont eux aussi confié leurs morts aux vautours, selon Silius Italicus (Punica, III, v. 340-343, 2e moitié du Ier siècle après J.-C.),.
Chez les amérindiens, comme les Chumash. Lors des rites funéraires un chaman effectue une danse avec un costume en plume de condor afin de guider les âmes vers le ciel.
Ils jouent aussi un rôle dans le zoroastrisme, en Iran et en Inde, lors des rites funéraires Dakhma. Ainsi, aujourd'hui encore, dans le parsisme, on confie les défunts aux vautours plutôt que de les enterrer ou de les brûler (la terre et le feu étant des éléments sacrés).
Dans les hauteurs de l'Himalaya les funérailles célestes sont courantes. Ce choix s'explique par l'environnement : l'absence de bois pour des crémations et le sol rocheux rendant difficile les inhumations, le recours à la faune sauvage apparait comme le plus pratique,. Dans le film Kundun, des funérailles célestes sont filmées dans les contreforts de l'Himalaya.

### Perception moderne

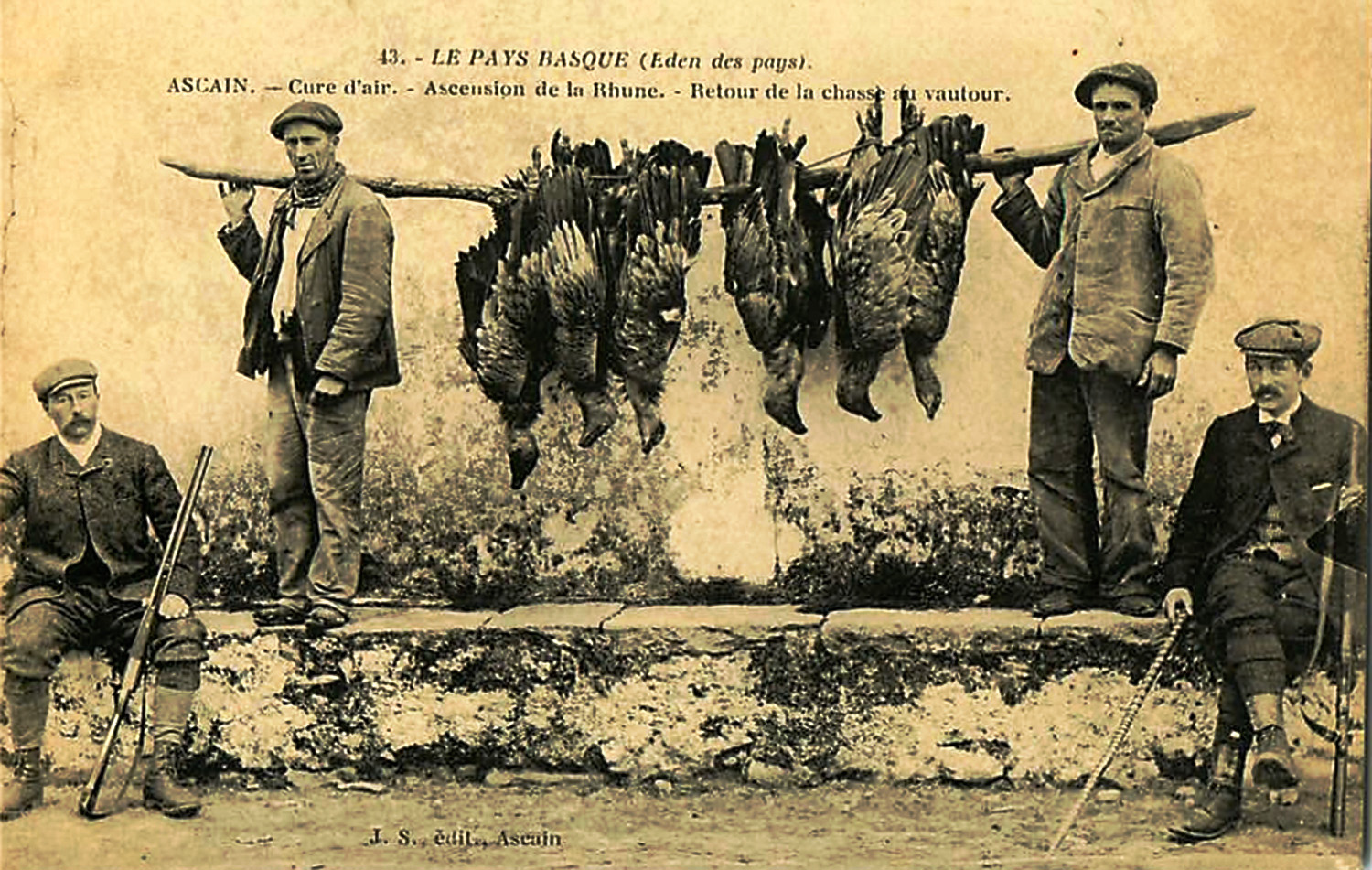
Photo de Tableau de chasse (de vautours) dans le Pays basque français, à Ascain, au tout début du XXe siècle.

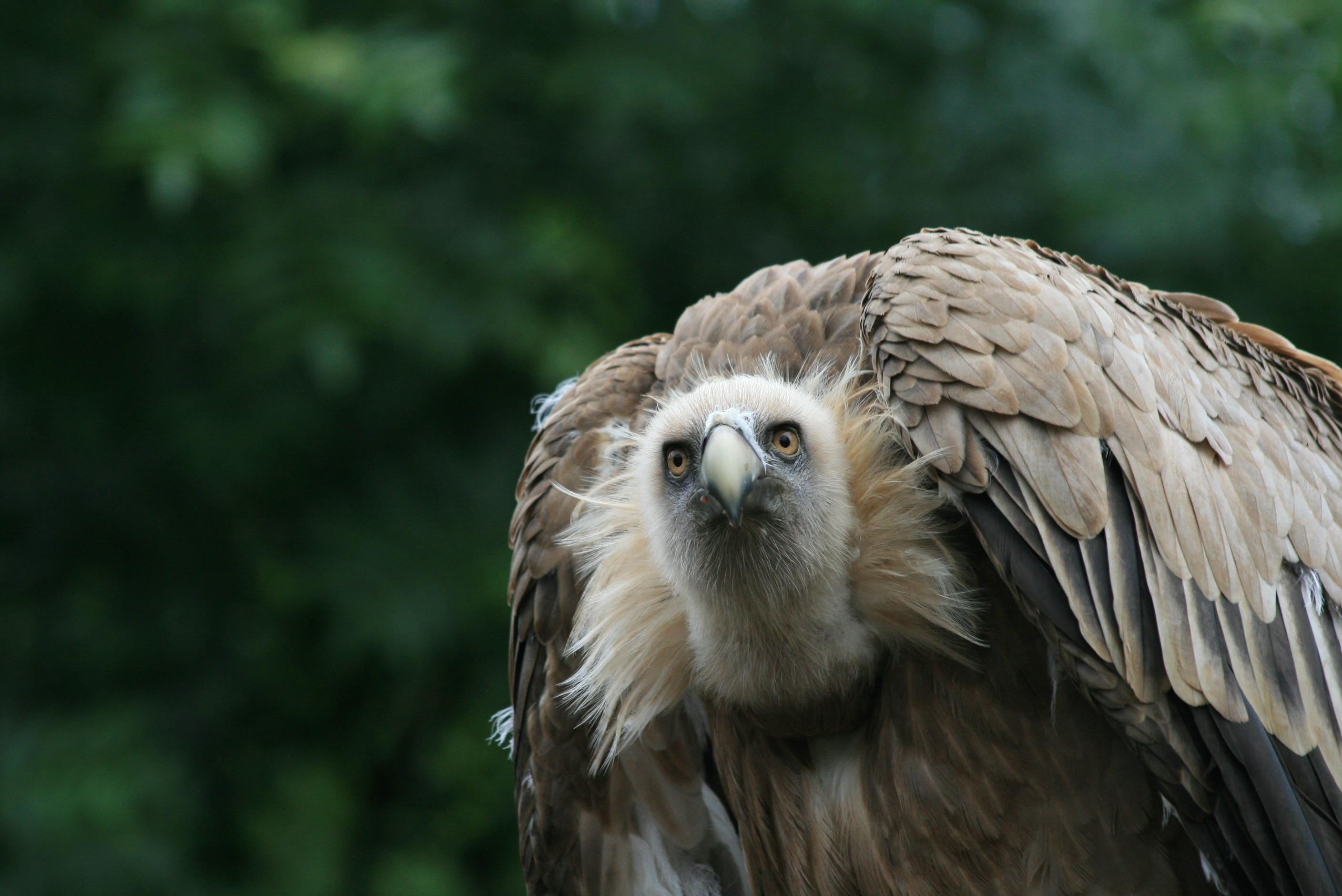
Portrait de vautour.

En Occident, on a longtemps attribué aux vautours, comme à beaucoup de charognards, une mauvaise réputation. Dans le corpus de fiction de la bande dessinée (ex : Lucky Luke ; les dessins animés comme L'Âge de glace 2 ou Le livre de la jungle de Disney), ils sont aussi associés à l'attente gourmande et morbide que leur « proie » meure.
Le grand public a généralement une bonne perception des vautours en Europe. En France, cette perception est un petit peu moins bonne chez les agriculteurs, mais meilleure chez ceux qui côtoient effectivement des vautours. L'identification des espèces européennes est en général difficile. De la même manière, une étude de la perception des vautours par les agriculteurs en Espagne était généralement bonne, avec le rôle d’équarrissage naturel perçu comme le premier bénéfice de leur présence. Les paysans pratiquant une agriculture extensive et ayant le plus de contacts avec les vautours les considèrent le mieux. En Europe la legislation de plusieurs pays permet désormais d'utiliser les vautours comme équarisseurs, que ce soit sur des charniers collectifs ou des placettes individuelles.
En Espagne, France, ou en Israël, les vautours représentent un important attrait touristique.
En Afrique, la situation est contrastée selon les zones géographiques. De nombreux fétiches fabriqués avec des morceaux de vautours, perçus comme magiques, ont été trouvés en Afrique de l'Ouest, au Mali, au Nigeria et en Afrique du Sud,. La chasse pour les trophées utilisés dans la pharmacopée traditionnelle est une menace grave pour les vautours. Dans les tribus Maasaï ou dans les communautés agricoles de Namibie, la perception des vautours est bonne mais les carcasses d'animaux domestiques continuent d'être empoisonnées pour lutter (inefficacement) contre les prédateurs qui attaquent les troupeaux. Dans les communautés agricoles d'Afrique du Sud, les vautours sont perçus comme utiles et les carcasses d'animaux leur sont souvent abandonnées volontairement ; elles ne sont pas empoisonnées.
En Espagne, puis en France, est née une controverse autour des vautours à la fin des années 90 (voir la section "Controverse sociale" de la page sur le Vautour fauve). Plusieurs attaques sur le bétail leur ont été imputées. Le Plan National d'Action Vautours Fauves et Activitées d'élevage reconnait la possibilité que les vautours fauves interviennent sur des animaux moribons en détresse lors de mise bas difficiles (retournement de matrice, paralysies de l'arriere train, blocage du jeune, etc.) ou d'animaux gravement blessés, notamment à la suite de chutes,. La consommation du cadavre d'une alpiniste morte dans les Pyrénées a également provoqué l'émoi.

## État des populations
Les vautours sont en régression presque partout, et ont disparu d'une grande partie de leur aire naturelle de répartition ; en 2010, 14 espèces sur 23 (soit 61 %) sont menacées d'extinction. Les effondrements les plus rapides de population ont lieu en Asie et Afrique.
| Espèce                  | indices | date | répartition                                     | effectif  |
| ----------------------- | ------- | ---- | ----------------------------------------------- | --------- |
| Cathartes aura          | LC      | 2018 | Amérique                                        |           |
| Cathartes burrovianus   | LC      | 2016 | Amérique du Sud et centrale                     |           |
| Cathartes melambrotus   | LC      | 2016 | Amazonie                                        |           |
| Coragyps atratus        | LC      | 2016 | Amérique du Sud et centrale, Est des États-Unis |           |
| Gymnogyps californianus | CR      | 2020 | côte de la Californie et de l'Oregon            | 93        |
| Sarcoramphus papa       | LC      | 2016 | Amérique du Sud et centrale                     | 670-6 700 |
| Vultur gryphus          | VU      | 2020 | Andes Patagonie                                 | 6 700     |

| Espèce                  | indice | date | répartition                                          | effectif (estimation) |
| ----------------------- | ------ | ---- | ---------------------------------------------------- | --------------------- |
| Aegypius monachus       | NT     | 2018 | Sud de l'Europe, Moyen-Orient, Asie                  | 15 600-21 000         |
| Gypaetus barbatus       | NT     | 2016 | Europe, Afrique, Asie                                | 1 300-6 700           |
| Gyps africanus          | CR     | 2018 | Afrique sub-saharienne                               | 270 000               |
| Gyps bengalensis        | CR     | 2017 | Inde Asie du Sud-Est                                 | 2 500-9 000           |
| Gyps coprotheres        | EN     | 2016 | Afrique                                              | 9 400                 |
| Gyps fulvus             | LC     | 2017 | Sud de l'Europe, Nord de l'Afrique, Est de l'Asie    | 500 000-999 999       |
| Gyps himalayensis       | NT     | 2016 | Himalaya                                             | 66 000-334 000        |
| Gyps indicus            | CR     | 2017 | Inde                                                 | 30 000                |
| Gyps rueppellii         | CR     | 2016 | Afrique centrale                                     | 22 000                |
| Gyps tenuirostris       | CR     | 2016 | Himalaya, Asie du Sud-Est                            | 1 000-2 500           |
| Necrosyrtes monachus    | CR     | 2016 | Afrique sub-saharienne                               | < 197 000             |
| Neophron percnopterus   | EN     | 2019 | Sud de l'Europe, Afrique du Nord, Moyen-Orient, Inde | 12 000-38 000         |
| Sarcogyps calvus        | CR     | 2016 | Inde, Asie du Sud-Est                                | 2 500-9 000           |
| Torgos tracheliotos     | EN     | 2016 | Afrique, Péninsule arabique                          | 5 700                 |
| Trigonoceps occipitalis | CR     | 2016 | Afrique de l'Est+ Sahel+ Zambie                      | 2 500-9 000           |
| Gypohierax angolensis   | LC     | 2016 | Afrique                                              |                       |

### Situation dans le monde

#### Au Moyen-orient
En Israël, la population des vautours dans le plateau du Golan a baissé de manière considérable entre 1998 et 2018 : évaluée à près de 130 en 1998, ils sont moins de 20 en 2018. En mai 2019, une grande partie de la population des vautours encore présents dans la partie du Golan annexée par Israël est retrouvée morte empoisonnée, a annoncé l'Autorité israélienne des parcs et de la nature ; huit vautours sont morts, « un coup mortel porté à cette population de rapaces », a dit à l'AFP le directeur de cette institution, Shaoul Goldstein. Il a parlé d'un empoisonnement sans dire s'il était accidentel ou intentionnel. En 2016, des Casques bleus de l'ONU ont aidé au retour d'un vautour capturé au Liban parce que soupçonné d'espionnage pour Israël.

### Réintroduction et renforcement de population
En 1985, le condor de Californie a frôlé l'extinction avec 22 individus présents dans la nature. Pour sauver ce rapace emblématique, un programme de lâchers débute en 1992, basé sur des oiseaux nés en captivité. C'est un succès avec 290 condors en liberté sur la côte californienne en 2017.
En Europe, les populations des quatre espèces de vautours endémiques (vautours fauve, moine, percnoptère et gypaète) ont disparu ou fortement régressé entre la fin du XIXe siècle et 1980 (à l'exception de l'Espagne). Plusieurs programmes de réintroduction, concernant différentes espèces, ont lieu dans plusieurs pays d'Europe : en France, en Italie ou en Bulgarie. L'exemple français a montré que si les lâchers sont couplés avec des mesures de sauvegardes efficaces, ils peuvent permettre la réinstallation durable des vautours. Le retour d'autres espèces peut ensuite se faire naturellement, comme en Bulgarie où le retour des percnoptères a suivi la réintroduction des vautours fauves.

## Causes du déclin
Du fait du nombre d'espèces et de leur large distribution, les vautours font face à de multiples menaces. L'empoisonnement, qu'il soit volontaire ou non, est une menace qui pèse sur la majorité de ces espèces, ce dans toute leur aire de distribution. Selon les zones géographiques, ils peuvent être victimes de collision avec des lignes électriques causant leur électrocution, ou des éoliennes, de la régression de leur habitat au profit de l'urbanisation, de la réduction de sources de nourriture de dérangements ou de la chasse.
En Afrique, les principales causes de mortalité des vautours sont l'empoisonnement (60 %) et la chasse pour la médecine traditionnelle (30 %), suivis par les électrocutions (9 %) et la chasse de subsistance (1 %). Les braconniers empoisonnent les carcasses des grands animaux qu'ils abattent pour éliminer les vautours : en effet, les larges vols de vautours indiquent aux protecteurs de la nature l'emplacement des massacres.
En Asie et en Inde notamment, les vautours,, sont décimés par une insuffisance rénale chronique. Elle est causée par l'ingestion de chairs de cadavres de bétail qui contiennent des traces résiduelles de diclofénac, un médicament de la classe des anti-inflammatoires non stéroïdiens.

### Empoisonnement au plomb
En tant que nécrophages, ce sont des espèces naturellement très résistantes aux microbes, mais en consommant les cadavres d'animaux empoisonnés ou en ingérant des plombs de chasse ou balles de munitions de chasse en plomb, les vautours meurent fréquemment de saturnisme aviaire et sont particulièrement vulnérables à différents poisons (dont le plomb). Toutes les espèces étudiées présentent des signes d'empoisonnement au plomb, la chasse est avancée comme principale cause de cet état de fait.
À titre d'exemple, sur 20 vautours appartenant à une espèce en voie de disparition (Aegypius monachus) trouvés morts en hivernage en Corée (après être passés par la Chine en venant de Mongolie), 13 présentaient une teneur en plomb de niveau potentiellement toxique dans le foie ou les reins (> 6 ppm en poids à sec et d'environ 2 ppm en poids humide) ; ils ont probablement récupéré ce plomb en ingérant des carcasses contaminées le long de leur route migratoire ou en Mongolie dans leur zone de reproduction.
De telles intoxications peuvent aussi se produire en captivité, notamment après décapage du minium de plomb (peinture antirouille) lors de la réfection de volières. On peut les soigner par des chélateurs, qui sont eux-mêmes dangereux pour l'animal (cf. baisse du taux de fer sanguin notamment), nécessitent plusieurs mois de convalescence et n'empêchent pas la mort du poussin à partir d'un œuf pondu plusieurs mois.

## Galerie d'identification

### Espèces d'Europe

Vautour fauve (Gyps fulvus)
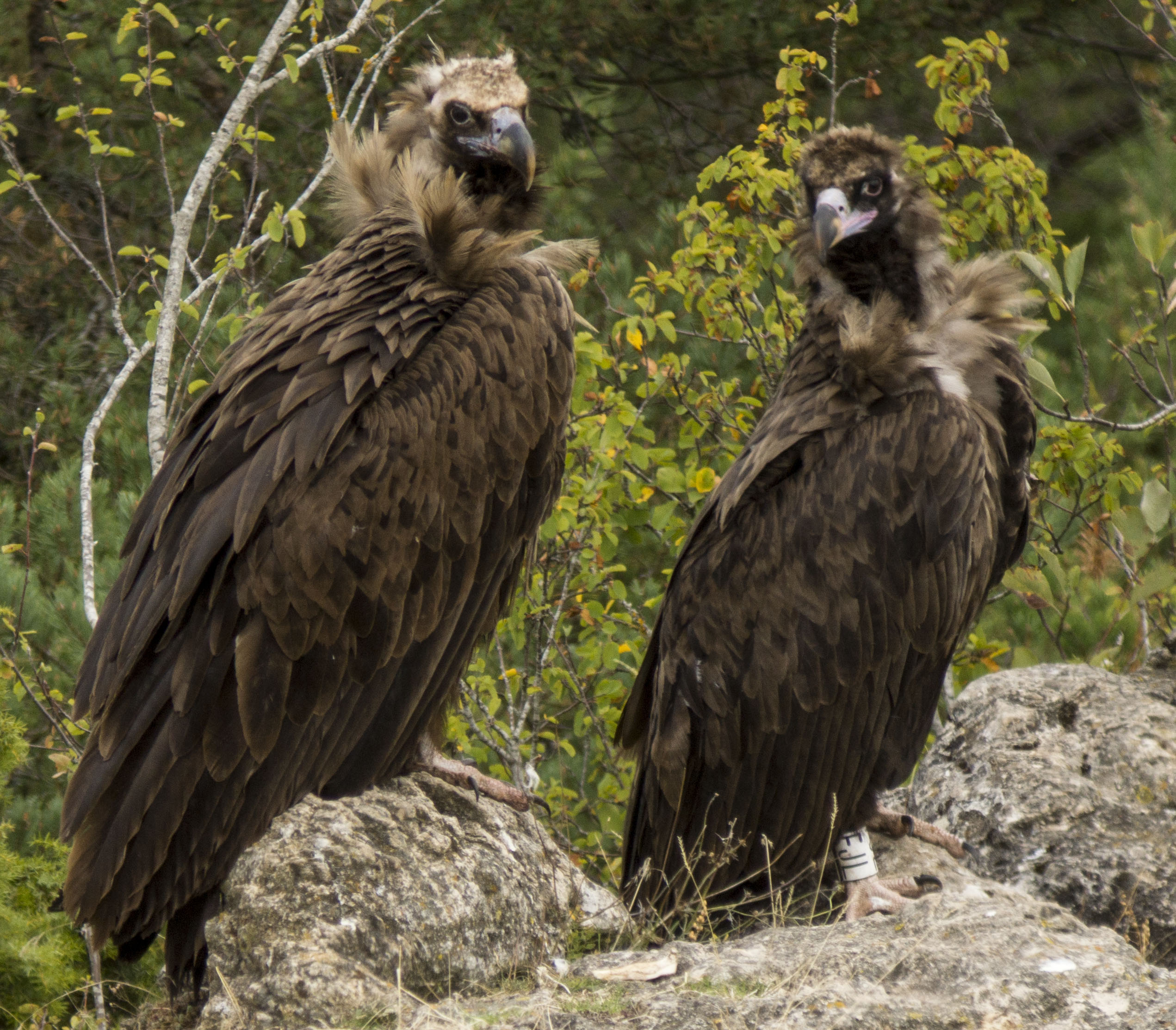
Vautour moine (Aegypius monacus) - un adulte à gauche et un juvénile à droite
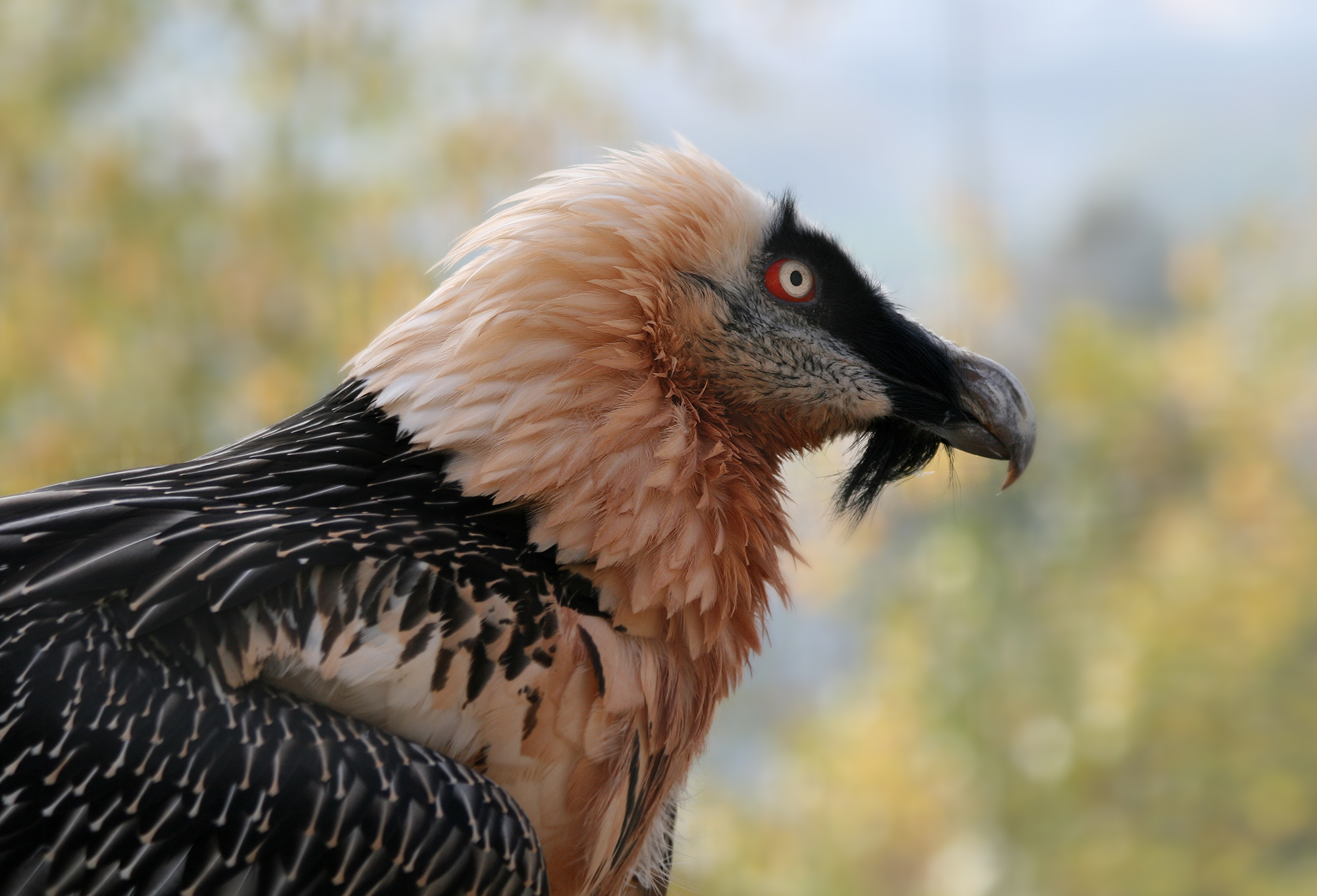
Gypaète barbu (Gypaetus barbatus)
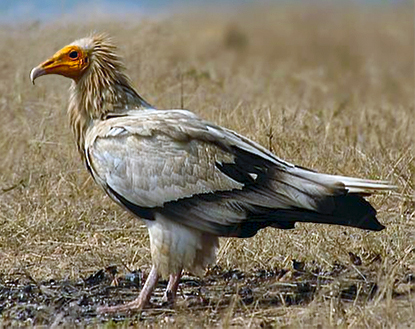
Vautour percnoptère (Neophron percnopterus)

### Espèces d'Afrique

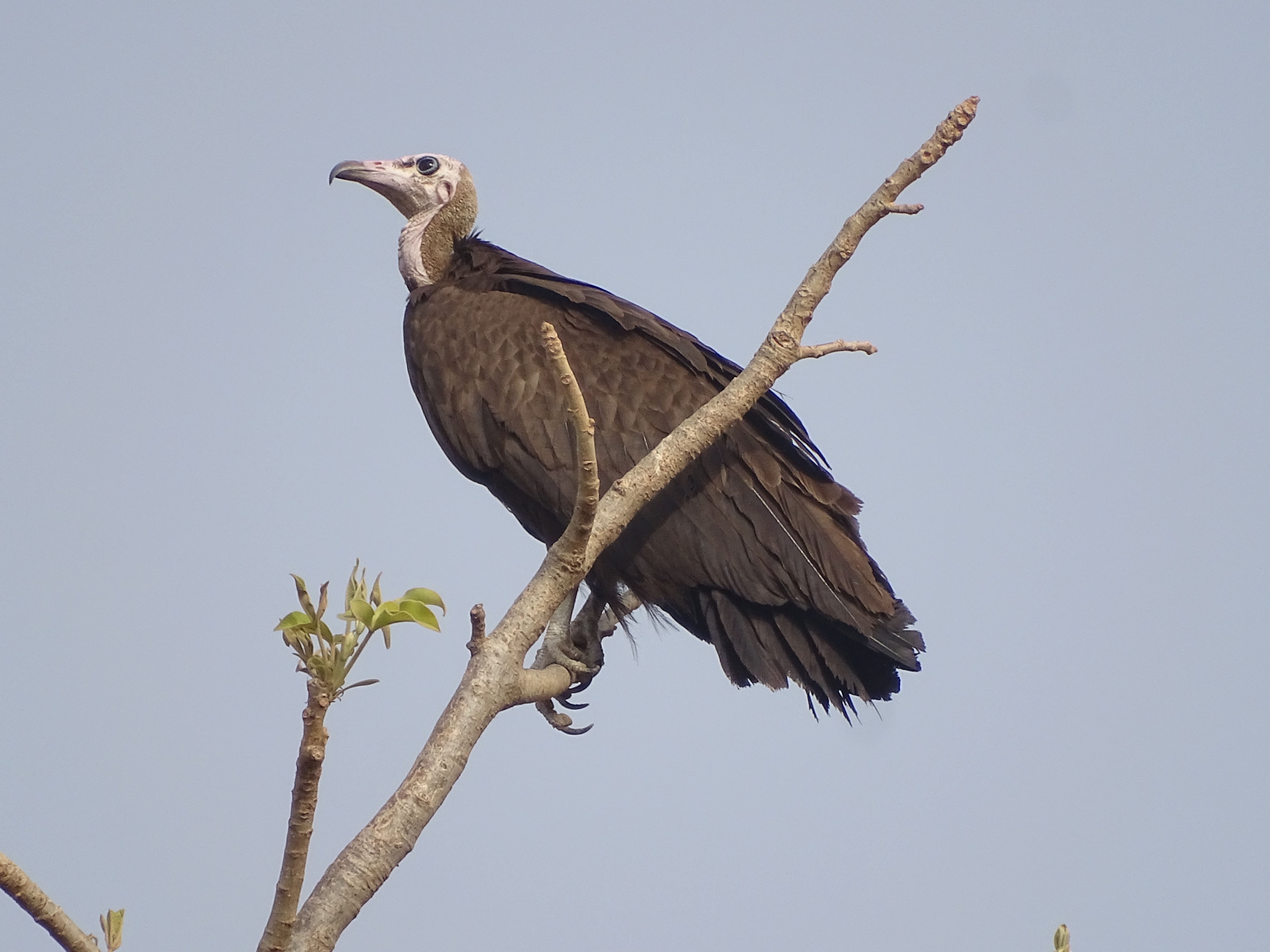
Vautour charognard - Necrosyrtes monachus au parc national de la Pendjari (Bénin).
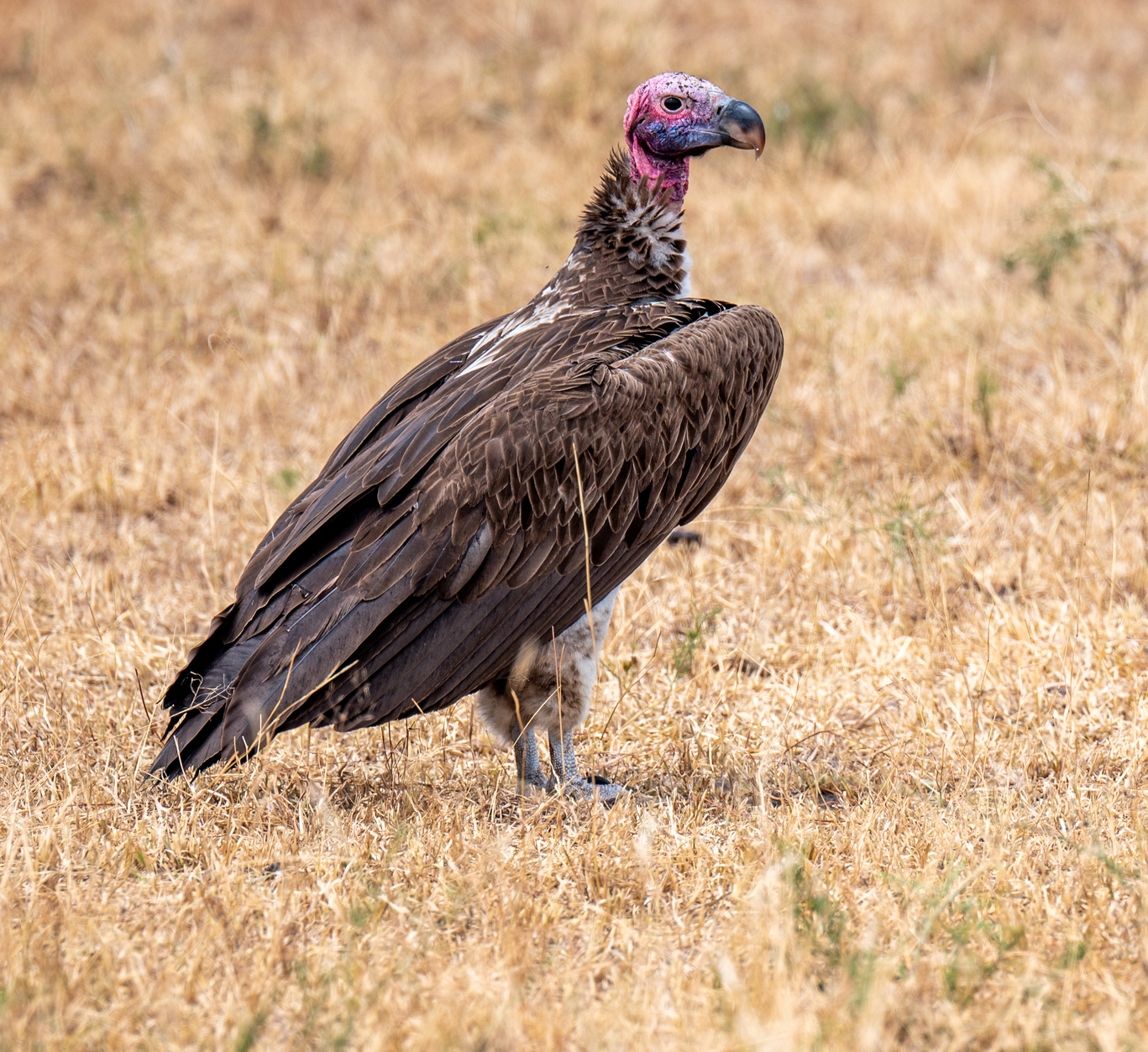
Vautour oricou (Torgos tracheliotos)
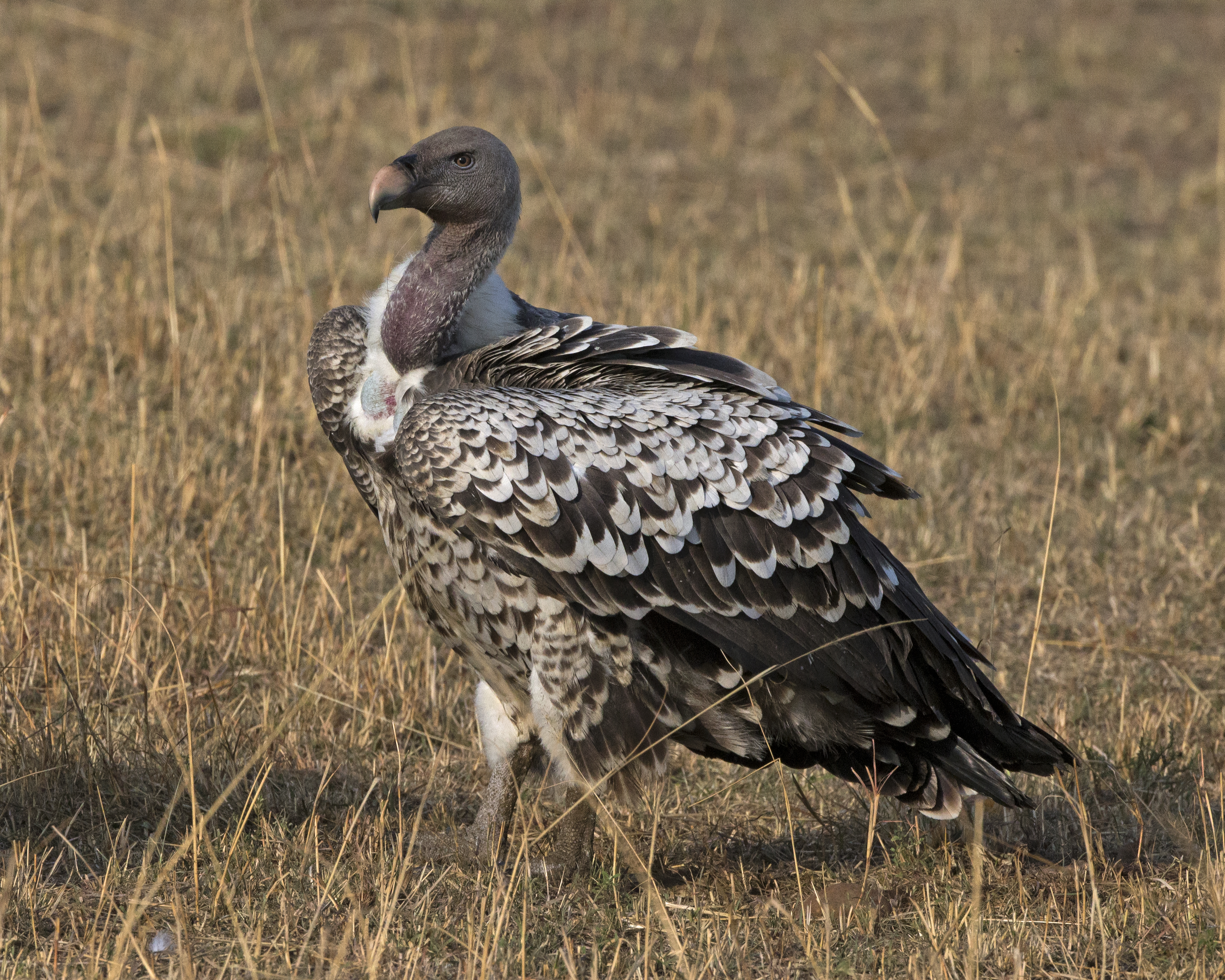
Vautour de Rüppell (Gyps rueppelli)
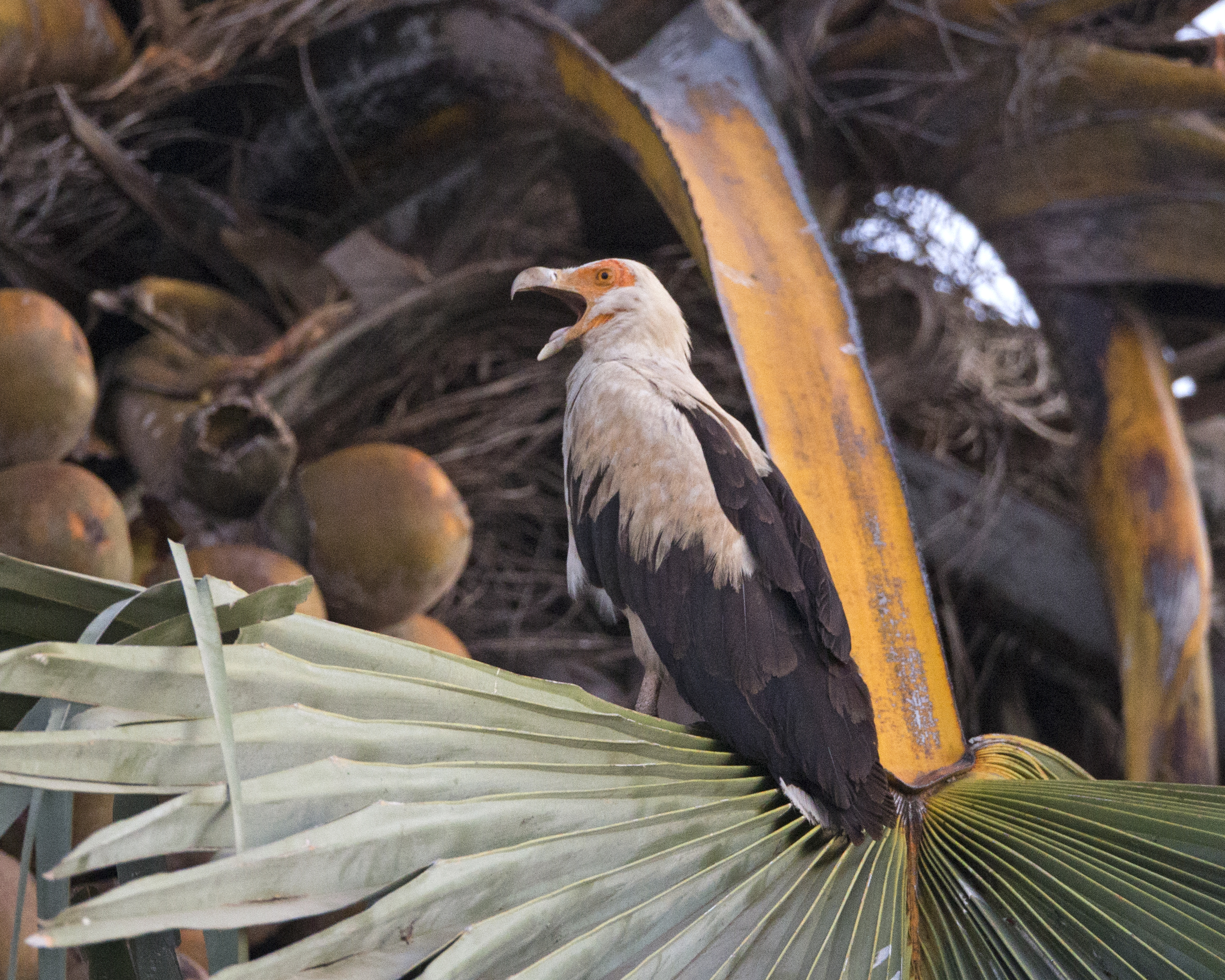
Palmiste africain (Gypohierax angolensis)
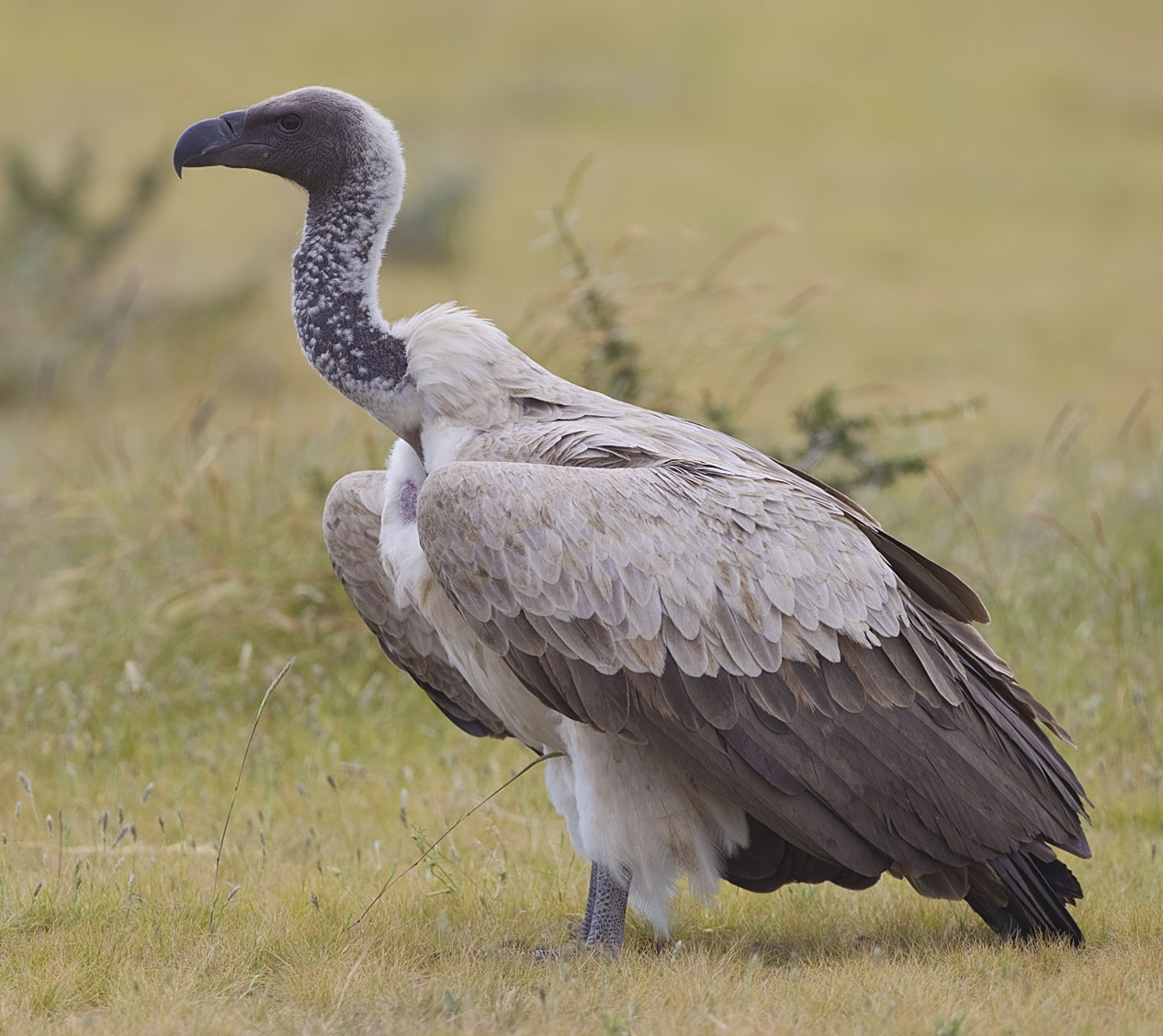
Vautour africain (Gyps africanus)

### Espèces d'Amérique

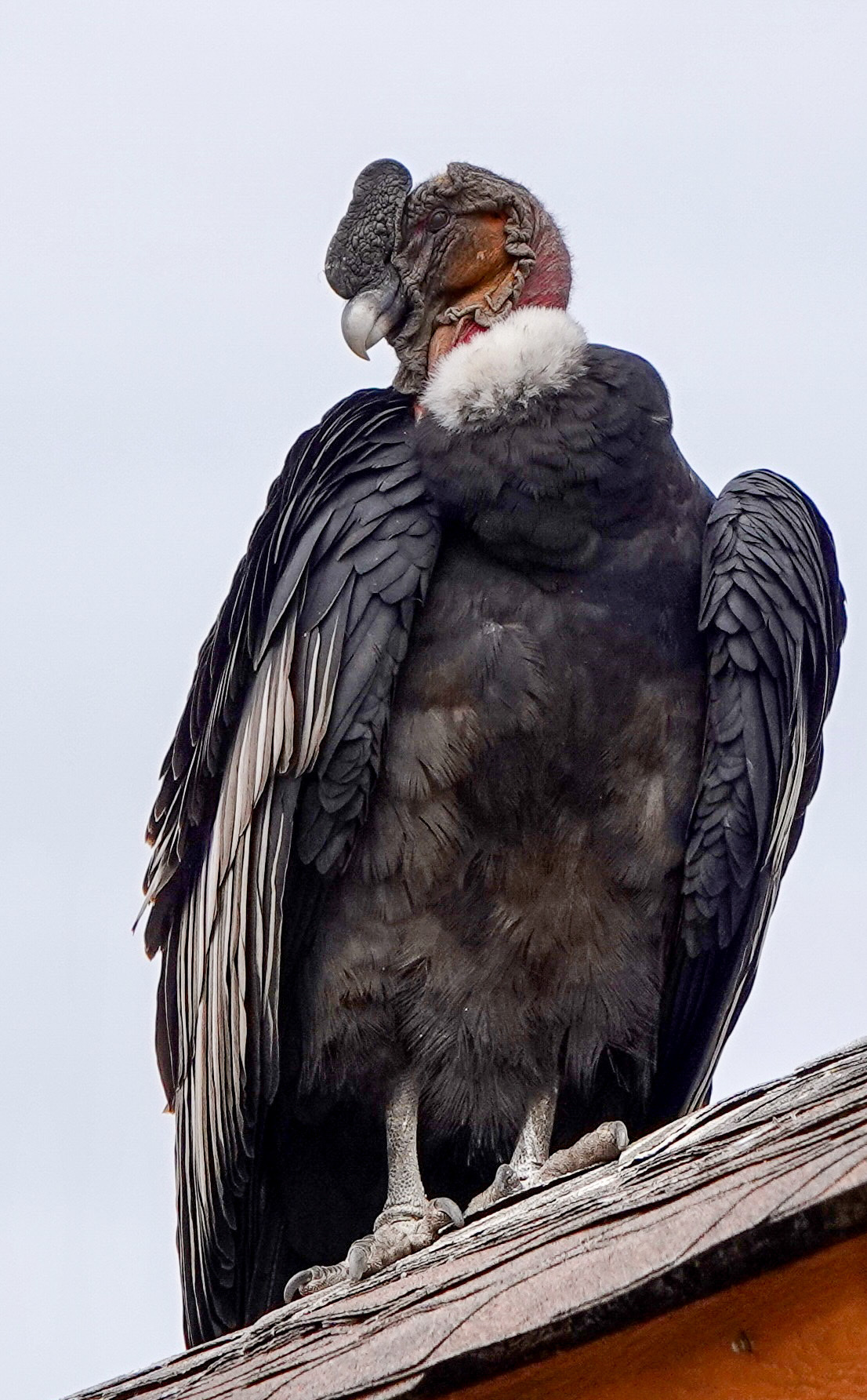
Condor des Andes (Vultur gryphus)
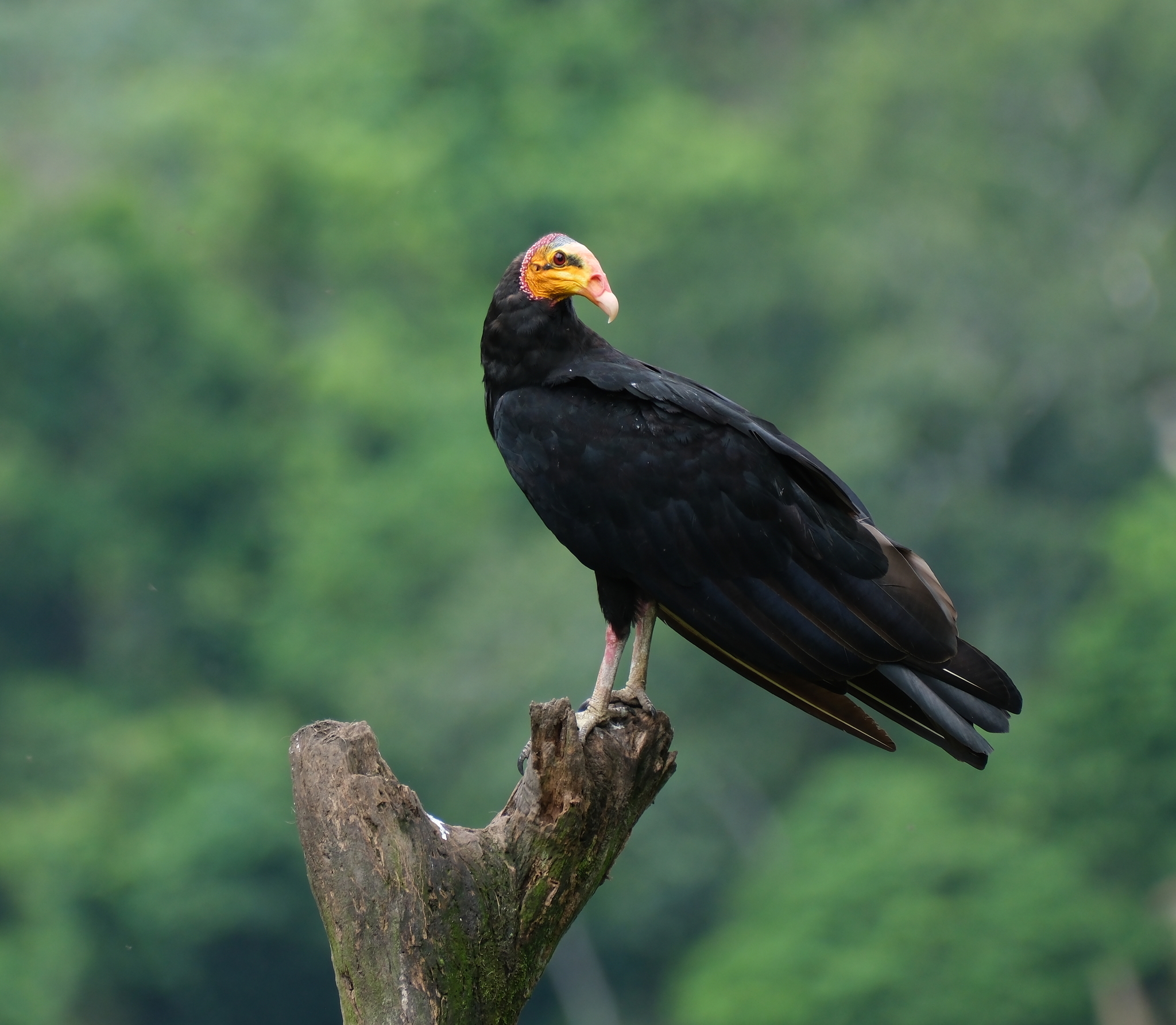
Grand Urubu (Cathartes melambrotus)
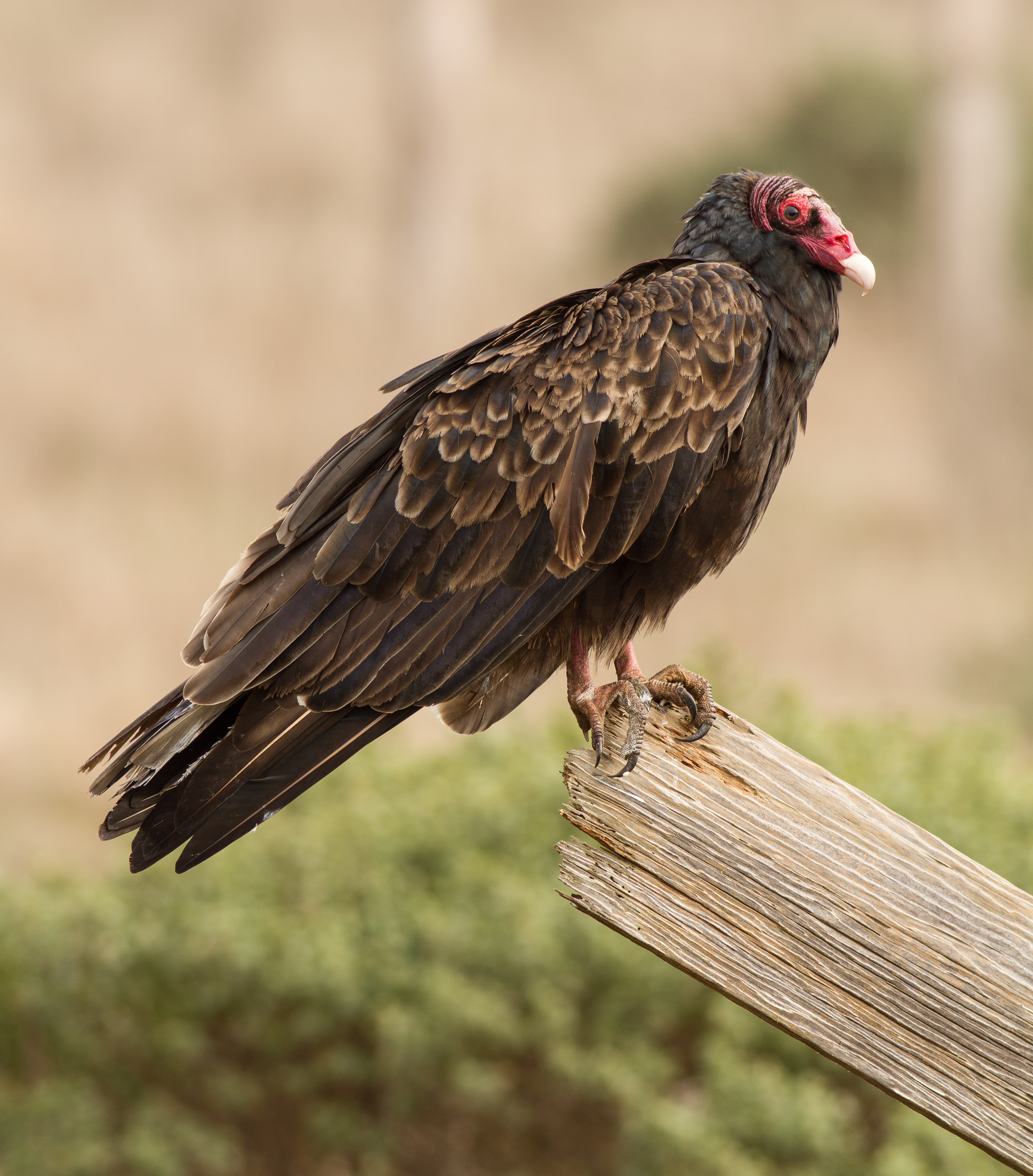
Urubu à tête rouge (Cathartes aura)
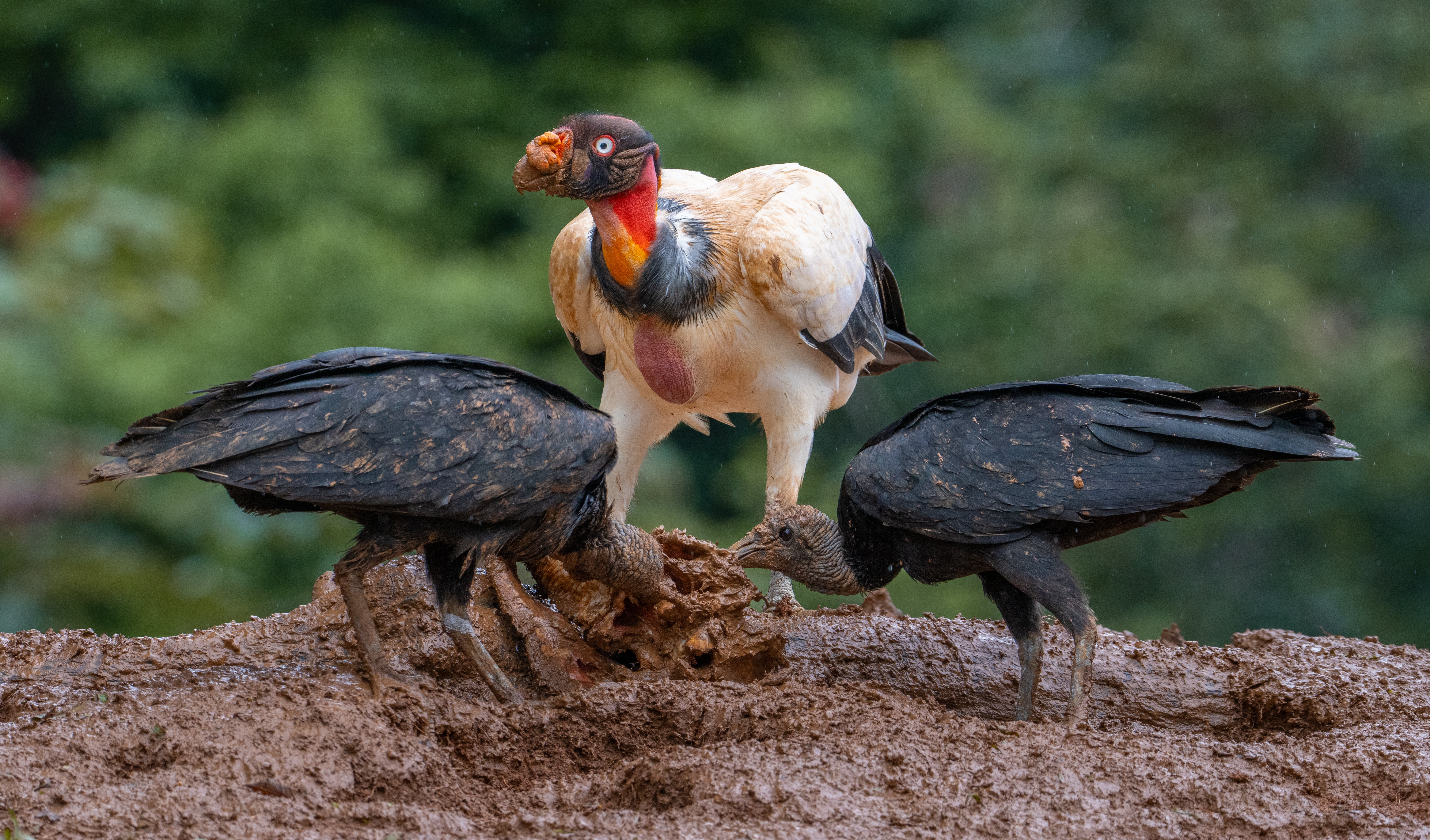
Sarcoramphe roi (Sarcoramphus papa) et Urubu noir (Coragyps atratus)
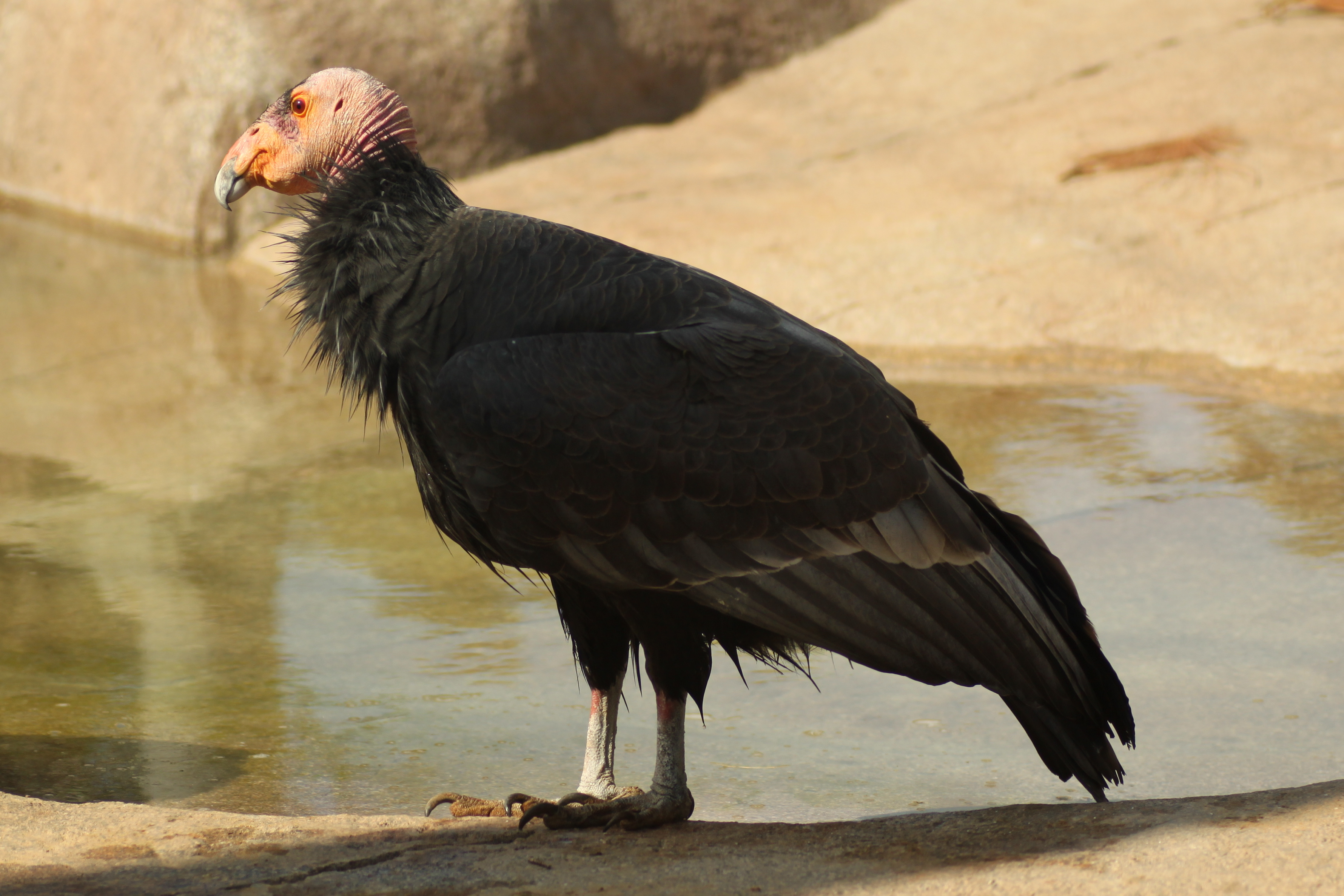
Condor de Californie (Gymnogyps californianus)